# Montoro
Montoro – miejscowość w południowej Hiszpanii, w Andaluzji, w prowincji Kordoba.

## Historia
- Założone w starożytności przez Fenicjan i Greków

## Zabytki
- kościół Iglesia de San Bartolome zbudowany w stylu gotyckim i mudejar;
- ratusz z fasadą ozdobioną w stylu plateresco;
- Most Donatorek (hiszp. Puente de las Donades), zbudowany w XVI wieku na podstawie projektu Enrique de Egas. Fundusze na budowę mostu miała pochodzić ze sprzedaży biżuterii przez mieszkanki miasta, stąd też jego nazwa.